# A Vasember (film, 2008)
A Vasember (eredeti cím: Iron Man) 2008-ban bemutatott szuperhősfilm a Marvel Comics Vasember-képregényei alapján, amit Jon Favreau rendezett. A főbb szerepekben Robert Downey Jr., mint a címszereplő Vasember, Gwyneth Paltrow, Terrence Howard és Jeff Bridges látható.
A Marvel-moziuniverzum első filmje.
Tony Stark, a milliárdos fegyvergyárost terroristák ejtik foglyul Afganisztánban. Rakéta összeszerelésére kényszerítik, azonban Stark a rendelkezésre álló eszközökből páncélzatot épít magának a szökéshez. A fogságban szembesül a saját cége gyártmányai okozta pusztítással. Amerikába visszatérve továbbfejleszti művét, s a technológiára támaszkodó szuperhős, Vasember válik belőle, aki az ellen kezd harcolni, aminek azelőtt maga is vezető képviselője volt.
A film kritikái kedvezőnek bizonyulnak, kiemelten dicsérve Downey játékát.
A bemutatója világszerte, köztük Magyarországon is 2008. április 30-án volt.

## Történet
Egy afganisztáni üzleti útja alkalmával, melynek során vállalata új fegyverét mutatja be, Tony Starkot a magát a Tíz Gyűrűnek nevező terroristacsoport támadja meg, az amerikai hadseregtől rabolt Stark Industries fegyvereivel, és elrabolja. A támadás során testébe több vasrepesz kerül, amelyek a szíve felé kezdenek húzódni. Míg eszméletlen, fogolytársa, Dr. Jinsen egy primitív elektromágnest épít a mellkasába egyfajta pacemakerként, amely helyén tartja azokat a repeszdarabokat, amelyeket nem tudott kioperálni, így megóvja Stark életét. Az elektromágnes azonban egy táskányi méretű akkumulátorból táplálkozik, amelyet mindig hordoznia kell.
A Tíz Gyűrű azt követeli tőlük, hogy építsék meg nekik a Stark Industries „Jerikó-rakétáját”, egy rendkívüli pusztítóerővel bíró fegyvert. Stark azonban a három hónapos rabság alatt Dr. Jinsennel egy speciális páncélt készít el, amelyhez az energiát egy miniatűr reaktor szolgáltatja. E reaktor magját a Stark mellkasába mélyedő „pacemakerben” helyezik el, felváltva a házi készítésű elektromágnest egy sokkal megbízhatóbb, kisebb méretű és nagyobb teljesítményű energiaforrással. A szökési kísérlet folyamán Dr. Jinsen halálát leli, miközben Starknak biztosít elegendő időt a különleges öltözet feltöltésére. Számos terroristával végezve és ellátmányukat is elpusztítva, Starknak sikerül elmenekülnie, s később a légierő rátalál a sivatagban. Visszatérve az Egyesült Államokba bejelenti, hogy a Stark Industries a továbbiakban nem foglalkozik fegyvergyártással. Hamarosan azonban üzlettársa, Obadiah Stane közli vele, hogy lépését az igazgatótanács tagjai meggátolták. Környezete sem áll Stark mellé, bizalmatlanul szemlélik, azt gondolva, hogy a fogság során lelki károsodás érte.
A nyilvánosság elől való önkéntes elvonulása alatt Stark tökéletesíti a páncélöltözet megjelenését és képessé teszi a repülésre is. Egy sokkalta erősebb és megbízhatóbb reaktort épít, ami egyszerre látja el pacemakerét és a páncélt. Elrablása óta az első megjelenése alkalmával a publikum előtt fotókat mutatnak neki a Stark Industries fegyvereiről terroristák kezében, köztük arról is, amelynek megépítését visszautasította. Felfedezi azt is, hogy Stane „fű alatt” munkálkodik a fegyveres konfliktus mindkét oldalával, s ő az, aki kizárta Starkot a tanácsból felépülése alatt. Szembenéz mindazzal, amit cége tett, s a páncélzatban Afganisztánba repül, hogy megmentse egy falu lakóit a terroristáktól és elpusztítsa fegyverállományukat. Akciójával magára vonja az Egyesült Államok Légierejének figyelmét, köztük barátjáét, Jim Rhodesét is.
Stark eltökélt, hogy helyrehozza múltbeli hibáit. Asszisztensét, Pepper Pottst bízza meg azzal, hogy megtalálja a Stark Industries szállítmányozási feljegyzéseit, s így lekövethesse és elpusztíthassa az összeset. Mialatt feltöri a rendszert, Potts felfedezi, hogy Stane volt az, aki elraboltatta Starkot a Tíz Gyűrűvel, ám mikor a terroristák ráébredtek a célpont kilétére, új alkut kívántak kötni. Azt is kideríti, hogy Stane birtokába került a páncélzat prototípusa, s mikor Stane rájön a lelepleződésére, egyenesen egykori barátja mellkasából lopja el a saját páncélzatához szükséges hiányzó reaktort, sorsára hagyva Starkot. Az első, megőrzött reaktort használva – amelyet azonban nem a páncélruha vezérlésére terveztek – Stark megküzd Stane-nel Los Angeles utcáin, legyőzve ellenfelét, mikor a Stark Industries-t ellátó reaktor túltöltődik. Mivel Stark reaktora szinte teljesen lemerült, az elektromágneses impulzus nem hat rá és túléli a kitörést.
A kisebb katasztrófáról tartott sajtótájékoztatón a korábban segítséget nyújtó S.H.I.E.L.D.-ügynök, Phil Coulson által kitalált fedősztori helyett Stark bevallja, hogy ő a Vasember.
A stáblista utáni jelenetben Starkot a lakásába hazatérve Nick Fury, a S.H.I.E.L.D. igazgatója fogadja, hogy a Bosszúállókról beszéljen vele.

## Szereplők
| Színész           | Szereplő                        | Magyar hang          | Leírás |
| ----------------- | ------------------------------- | -------------------- | --- |
| Robert Downey Jr. | Tony Stark / Vasember           | Fekete Ernő          | Zseniális feltaláló és playboy, a Stark Industries vezérigazgatója és az amerikai hadsereg fő fegyvergyártója. |
| Terrence Howard   | James „Rhodey” Rhodes alezredes | Király Attila        | Stark pilóta barátja, s az összeköttetés a Stark Industries és a hadsereg beszerzési részlege között. |
| Jeff Bridges      | Obadiah Stane / Vaskufár        | Sörös Sándor         | A Stark Industries társtulajdonosa, aki a cég teljes irányítására tör. Mikor Stark úgy dönt, nem gyártanak tovább fegyvereket, ellopja a páncélzat prototípusának tervrajzait, hogy megépítse saját, nagyobb változatát.                                                                    |
| Shaun Toub        | Jinsen                          | Sipos Imre           | Starkkal együtt fogva tartott tudós Afganisztánban. Segít az amerikainak a páncél megépítésében és mindennek eltitkolásában a fogva tartóik elől. Irányt és alázatosságot mutat Starknak együtt töltött idejük alatt, s halála szerepet játszik abban, hogy Stark változtat cége profilján. |
| Gwyneth Paltrow   | Virginia „Pepper” Potts         | Major Melinda        | Stark személyi titkárnője és bimbózó szerelmi érdeklődésének tárgya. |
| Faran Tahir       | Raza                            | Barabás Kiss Zoltán  | Terrorista, Stane szövetsége, aki foglyul ejti Starkot és fegyverkészítésre kényszeríti. |
| Paul Bettany      | JARVIS                          | Szabó Sipos Barnabás | A mozaikszó a Just A Rather Very Intelligent Systemet rövidíti (ami magyarul körülbelül annyit tesz, Csak Egy Meglehetősen Nagyon Értelmes Rendszer). Jarvis Stark személyi mesterséges intelligenciája, aki segítségére van a Vasember-öltözet megépítésében és programozásában.           |
| Leslie Bibb       | Christine Everhart              | Zsigmond Tamara      | A Vanity Fair riportere, aki kérdéseivel igyekszik sarokba szorítani Starkot. |
| Clark Gregg       | Phil Coulson                    | Dolmány Attila       | A S.H.I.E.L.D. ügynöke, aki egy megbeszélést próbál összehozni Starkkal. |
| Will Lyman        | Bemondó                         | Koroknay Géza        | Bemondó a díjátadón. |
| Jon Favreau       | Happy Hogan                     | Kajtár Róbert        | Stark testőre és sofőrje. |
| Samuel L. Jackson | Nick Fury                       | Vass Gábor           | A S.H.I.E.L.D. igazgatója. |
| Stan Lee          | önmaga                          | Nem szólal meg       | Stark egy partin összetéveszti Hugh Hefnerrel. |
| Peter Billingsley | William Ginter Riva             | Kajtár Róbert        | Egy tudós, aki Stanenek dolgozik. |
| Jim Cramer        | önmaga                          | Kapácsy Miklós       | Műsorvezető. |

Ghostface Killah rapper is felbukkant volna, azonban jelenetét kivágták, mert nem alkotta szerves részét a cselekménynek, míg a Hilary Swank feltűnéséről szóló értesülések hamisnak bizonyultak; Jon Favreau elmondása szerint ez egy elterelőkampány része volt az internetes tippelgetők félrevezetéséért.

## Háttér

### Előkészületek
A film előkészületi fázisban volt 1990-től a Universal Studiosnál, a 20th Century Foxnál és a New Line Cinemánál is, mígnem a Marvel Studios 2006-ban visszavásárolta a jogokat, s első saját finanszírozású projektjükként kezdtek a megvalósításába. Favreau került a rendező székbe, azzal az elképzeléssel, hogy egy a lehetőségekhez mérten realisztikus filmet készítsen; a forgatás helyszínéül Kaliforniát választotta, szemben a keleti parttal, hogy eltérjen számos korábbi, New York-i környezetben játszódó szuperhős-filmtől. A felvételek alatt a színészek maguk találhatták ki szövegüket (ami szokatlan egy nagy költségvetésű film esetében), mivel az előkészületek a történetre és az akcióra fókuszáltak. A Stan Winston cége által tervezett páncélzat gumi- és fémváltozatát számítógép alkotta képekkel vegyítették a címszereplő megalkotásához.
A Marvel és a forgalmazó Paramount Pictures 50 millió dolláros marketingkampányt terveztek meg a filmhez, amit a Paramount 2007-es filmje, a Transformers sikeres reklámhadjáratának mintájára vittek véghez. A Hasbro és a Sega kapcsolt termékeket árusít, termékelhelyezési megállapodás pedig az Audival, a Burger Kinggel és a 7-Elevennel született.
1990 áprilisában a Universal Studios megvásárolta a Vasember megfilmesítési jogait, s kis költségvetéssel, Stuart Gordon rendezésével kívánták megvalósítani. 1996 februárjában azonban a 20th Century Foxhoz kerültek a jogok a Universaltól. 1997 januárjában Nicolas Cage színész érdeklődését fejezte ki a főszerep iránt, míg 1998 szeptemberében Tom Cruise szintén úgy nyilatkozott, hogy szívesen eljátszaná Vasembert és finanszírozná is a filmet. Jeff Vintar és a Vasember társalkotója, Stan Lee közösen vázoltak fel egy történetet, amit Vintar forgatókönyv formájába öntött; ezen később Jeffrey Caine végzett átírást. 1999 októberében Quentin Tarantinót keresték fel írási és rendezési elképzelésekkel. Mivel megállapodás senkivel sem született, decemberben a Fox végül eladta a jogokat a New Line Cinemának. 2000 júliusára Ted Elliott, Terry Rossio és Tim McCanlies forgatókönyvírók dolgoztak a szkripten; McCanlies verziójába belevette Nick Fury felbukkanását, hogy előkészítse a szereplő saját filmjét. A New Line 2001 júniusában Joss Whedonnal, a Vasember nagy rajongójával kezdett tárgyalásokban a rendezésről. 2002 decemberére McCanlies benyújtotta az elkészült forgatókönyvet.
Két évvel később a stúdió Nick Cassavetesszel a rendezői székben 2006-os bemutatót célzott meg; két évnyi sikertelen próbálkozás után azonban a New Line Cinema visszaszolgáltatta a jogokat a Marvelnek. Különböző forgatókönyvvázlatok születtek Alfred Gough, Miles Millar és David Hayter tollából is, de egyiket sem tartották meg (a New Line szkriptje Vasembert és apját helyezte a középpontba, akiből Hadigép válik). 2005 novemberében a Marvel Studios megkezdte a munkálatokat, s első független mozifilmjükként jelentették be a projektet. A Vasember az egyetlen jelentős szuperhősük, aki korábban nem szerepelt élőszereplős filmben.
2006 áprilisában Jon Favreau-é lettek a rendezői feladatok, a forgatókönyvön pedig Arthur Marcum és Matt Holloway dolgozott. Mark Fergus és Hawk Ostby szintén írták saját változatukat, Favreau pedig mindkét páros munkáját figyelemmel kísérte; John August végzett a szkripten simításokat. Favreau a Fenegyerek-adaptációja óta szeretett volna újra együtt dolgozni Avi Arad producerrel, s mikor megkapta a munkát, ünneplésképpen diétára fogta magát, s leadott harmincegy kilót. A rendező meglátta a lehetőséget a Vasemberben arra, hogy a politikailag ambiciózus „kémfilmek netovábbját” készítse el, Tom Clancy, James Bond és a Robotzsaru inspirálásával. Megközelítését mindemellett egy független film esetéhez is hasonlította: „mintha Robert Altman rendezte volna a Supermant”, s a Batman: Kezdődik! hatását is megemlítette. A Vasembert egy magát szó szerint újra felfedező felnőtt férfi történeteként akarta tálalni, aki ráébred, hogy a világ messze bonyolultabb, mint hitte. Favreau a vietnámi háborús eredetet afganisztánira cserélte, hogy ne kelljen történelmi filmet forgatnia.
A főellenség kiválasztása nehéz feladatot jelentett, mivel Favreau úgy érezte, Vasember nemezise, Mandarin nem hatna realisztikusnak. Csak egy folytatásban lenne helye, amihez változtatnának a hangvételen. Most egy nagy ellenfél kellett Vasembernek, ami a Robotzsaru 2-re emlékezteti a nézőt. Mandarin leváltása Obadiah Stane-re akkor volt esedékes, mikor Jeff Bridges leszerződött. Crimson Dynamo szintén szerepelt gonosztevőként a szkript korai változataiban.

### Forgatás
A munkálatok helyszínéül a korábbi Hughes Company stúdiók szolgáltak a Los Angeles-i Playa Vistában, Kaliforniában. Favreau nem szerette volna, ha a keleti parton játszódik a film, mivel számos más szuperhős-történet zajlik ott. A képregény inspirációi közé tartozik maga Hughes is, s a filmkészítők rávilágítottak arra az egybeesésre, hogy ott veszik filmre, amint Vasember megalkotja repülő páncélzatát, ahol a Hughes H–4 Hercules repülőgép is elkészült.
A forgatás 2007. március 12-én vette kezdetét, s az első hetek Stark afganisztáni fogságának jegyében teltek. A barlang, ahol raboskodott, egy 150-200 méter hosszú díszlet volt; ezt úgy alakítottak ki, hogy a forgatócsoportnak is kellő hely legyen benne. J. Michael Riva díszlettervező egy afganisztáni tálib harcosról látott felvételen figyelt fel rá, hogy látszik a lehelete beszéd közben: ráeszmélve, hogy egy ilyen barlangban meglehetősen hideg van, Riva légkondicionáló rendszert helyezett el a díszletben. Megfogadta továbbá Downey tanácsait is a börtönbeli kisegítő lehetőségekről, úgymint a zokni használatát tea készítéséhez. Mindez nagyobb hitelességet kölcsönzött a filmnek. Ezt követően Stark elfogása volt soron a Lone Pine-nál, a további afganisztáni külső jeleneteket pedig az olanchai homokdűnéknél vették fel. Ott a stábnak meg kellett birkóznia a 60–100 km/h-s széllel is.
A forgatás az Edwards Légierőbázison április közepén indult meg, s május 2-áig tartott. Stark otthonának külső felvételei digitális képek, de alapjául a malibui Point Dume szolgált. A belteret Playa Vistában építették meg, s Favreau és Riva törekedtek arra, hogy kevésbé hasson futurisztikusnak, mint inkább egy szerelő géniuszénak. A forgatás 2007. június 25-én fejeződött be a Caesars Palace kaszinóban, Las Vegasban. Az akciófilmek műfajában újoncnak számító Favreau megjegyezte: „Megdöbbentem, hogy időben vagyok. Azt hittem, rengeteg elmaradásunk lesz.”
A párbeszédekben rengeteg az improvizáció, mivel a forgatókönyv nem volt teljesen készen a forgatás megkezdésekor (az alkotók a történet észszerűségére és az akciók megtervezésére fektették a hangsúlyt). Favreau szerint ettől a film csak még természetesebbnek hat. Egyes jeleneteket két kamerával rögzítettek, hogy minden szöveget lencsevégre kapjanak. Több felvétel is készült alkalmanként egy-egy beállításról, ha Downey ki akart próbálni valami újat. Az ő ötlete volt, hogy Stark a földön ülve tartson sajtókonferenciát, s hozzá fűződik az a beszéd is, amikor Stark bemutatja a Jerikót.

### Effektek
Favreau azt akarta, hogy a film hihető legyen, ezért az öltözet megépítésének mindhárom szintjét bemutatja. A képregényt kedvelő Stan Winston és cége megalkotta a páncél fém- és gumiváltozatát is. Favreau legnagyobb aggodalma az effektekkel az volt, hogy nem lesz-e könnyedén észrevehető a számítógép-animációs és a valós jelmezek közötti átmenet. A speciális képi hatások nagy részének elkészítésére az Industrial Light & Magic-et kérték fel, de a The Orphanage és a The Embassy is részt vett a munkálatokban; Favreau megbízott az ILM-ben, mivel látta teljesítményüket A Karib-tenger kalózai: A világ végén és a Transformers című filmekben.
A páncél első változatát szánt szándékkal tervezték meg úgy, hogy félredobott fémalkatrészekből készültnek hasson: konkrétan, a háta kevésbé védett, mint az eleje, lévén Stark előrenyomuló támadásra használja erőforrásait; ez a dizájn előrevetíti Stane páncéljának kinézetét is. Készült egy 41 kilogramm súlyú jelmez – egy kaszkadőr elesett benne, de szerencsére nem szenvedett károkat –, amit úgy gyártottak, hogy alkalmanként külön lehessen használni csak a felső részét. A digitális mását a The Embassy hozta létre. A Stan Winston Studios munkáját dicséri egy 3 méteres, 360 kilós animatronikus modell, amit Shane Maham és más winstonos effekt-szakemberek „Iron Monger”-nek hívtak, a Vasember-képregény egyik szereplője után. A robot kezeinek irányításához öt fő volt szükséges, a járás szimulálásához pedig egy gimbalba, avagy egy vízszintes iránytűtokba építették. A páncélzat építésének felvételeihez egy mérethű modellt használtak.
A páncélöltözet kettes változata egy repülőgép prototípusára emlékeztet. Adi Granov, a Vasember képregényrajzolója Phil Saundersszel közösen tervezte meg a harmadik fázist. Granov munkássága volt a filmben látható dizájn alapvető inspirációja, s ő akkor került fedélzetre, mikor ráismert munkáira Favreau Myspace-oldalán. Saunders korszerűsítette Granov rajzait, többek között lopakodós jelleget kölcsönzött neki és arányaiban kevésbé rajzfilmesre szabta át. Alkalmanként Downey csak a sisakot, az ujjakat és a mellvédet viselte egy motion capture-öltözet felett. A hármas számú repülésének jeleneteihez animálták a páncélzatot, hogy valósabbnak hasson a lassú elindulás és a gyors leszállás. A Vasember és az F-22 Raptorok közötti összecsapáshoz a kamerákat a levegőben röptették, hogy megtapasztalják a fizika, a szél és a fagyás hatásait a lencséken.

### Zene
Ramin Djawadi zeneszerző szintén a Vasember rajongójának vallja magát, s még a film munkálatai idején is őrzött kiadványokat a '70-es évek végéről. Noha általában egy összeszerkesztett anyag megtekintése után lát munkához, ezúttal már a teaser előzetest követően elkezdett dolgozni. Favreau-nak világos elképzelése volt arról, hogy a filmzenének a „kemény” gitárra kell támaszkodnia, így Djawadi ennek szellemében komponálta meg a kísérőzenét, majd zenekarra hangszerelte. Elmondása szerint Downey játéka több Vasember-témára is hatással volt (különböző hangulataiban). Kedvence ezek közül a „fenékbebillentő”, egy „ritmikus motívum, ami önmagában megállja a helyét. Olyan, akár egy gép.” A többi téma „kevésbé támaszkodik szereplőkre, sokkal inkább a cselekményre, s így végigkísérik a filmet.”

## Bemutató

### Világpremier
A film ősbemutatója a Greater Union filmszínházban volt Sydney-ben, 2008. április 14-én. A mozikba világszerte 2008. április 30. és május 3. között került.

### Marketing
A 2008-as Szuperkupa-döntő szünetében levetítették más filmek mellett A Vasember 30 másodperces szpotját is.
A Marvel és a Paramount a Transformerséhez hasonlóan kivitelezte a reklámkampányt. A Sega fejlesztett videójátékot a film alapján; A 7-Eleven 6400 boltja segítette szerte az Egyesült Államokban a film promotálását, s megállapodás született az LG Grouppal is. A Hasbro piacra dobott játékfigurákat a Vasember-páncél első és harmadik verziójával, illetve a videójátékban felbukkanó Titanium Mannel és a World War Hulk-páncéllal is.
Világviszonylatban a Burger Kinggel és az Audival köttetett szerződés. A filmben Tony Stark egy Audi R8-ast vezet a termékelhelyezési megállapodás értelmében, de feltűnik a vásznon Audi S6 Sedan, Audi S5 Sports coupe és Audi Q7 SUV is. Ahogy a Transformers esetében a General Motors, úgy a Vasemberhez az Audi készített egy kapcsolódó weboldalt. Az Oracle Corporation szintén hozzájárult a Vasember népszerűsítéséhez az Oracle-weboldalon. A film marketingköltségeit 50 és 75 millió dollár közé teszik.

### Fogadtatás
A Vasembert szinte egyöntetűen lelkesen fogadták a kritikusok. A kritika-összesítő Rotten Tomatoes weboldalon a több mint 220 újságíró 93%-a szolgált pozitív véleménnyel a filmről, azzal a végkövetkeztetéssel, hogy „Jon Favreau rendezőnek és Robert Downey Jr. főszereplőnek hála még a nem-képregény rajongók is élvezni fogják ezt az eszes, magas oktánszámú szuperhős-mozit”. Jen Yamato, a weblap munkatársa nem sokkal a bemutatót követően rámutatott, hogy A Vasember a legjobb kritikákat kapott film 2008-ban addig a pontig, s „emellett feltehetőleg minden idők legmagasabbra értékelt szuperhős-filmje.”

### Box office
A nyitóhétvégéjén A Vasember 98,6 millió dollárt keresett 4105 észak-amerikai filmszínházból (csütörtök esti premier előtti vetítéseivel 102,1 milliót), a toplista élén befutva. Ez az eredmény az év, s egyben minden idők tizedik legjobbja a bemutatókor, a nem folytatásként készült filmek között pedig a második az eredeti Pókember mögött. A továbbiakban is komoly érdeklődés mutatkozott a film iránt, második hétvégéjén újabb 51, majd pedig 31 milliós összeggel toldotta meg rendkívüli szereplését. A Vasember az Egyesült Államokban és Kanadában három hétvége után 223 millió dollárt keresett, nyár derekára pedig már 310 millió dollár felett járt bevétele.
A világ többi részén, 57 országból, további 99,1 millió dollárnak megfelelő bevételt ért el május első napjaiban, így egyetlen hétvége leforgása alatt meghódította a 200 millió dolláros határt világviszonylatban. Pályafutása végére messze félmilliárd dollár feletti összeget mutatott összesített bevétele.

## Folytatások
Jon Favreau trilógiának tervezte A Vasembert, s ennek megfelelően szerződtette az összes eredeti színészt. A Paramount chief executive officere, Brad Grey a második rész számára 2010-es bemutatót remélt. Favreau szerint a folytatások nagyobb mozgásteret engednek a hangvételben, s körbejárhatnak olyan sötétebb témákat, mint az alkoholizmus, amit szánt szándékkal hagyott ki az első filmből. Favreau úgy érzi, Vasember nemezise, a kommunizmus metaforájaként létrehozott Mandarin megjelenítése komoly kihívást jelent majd, mivel a szereplő mára elavult. Szintén gördülékenyebbé tenné Stark számára a jelmez felöltését, ami az első részben szemmel láthatóan komoly erőfeszítéseket igényel tőle.
Downey megjegyzése szerint „a következő arról fog szólni, hogy mit tesz élete hátralévő részében most, hogy teljesen megváltozott. […] Azt hiszem az ivás meg az ilyesmi jó módszer lenne arra, hogy szembenézzen korával, kételyeivel és a ténnyel, hogy Pepper talán talál magának valakit.” Downey és Favreau találkozott Shane Blackkel, aki azt javasolta, mintázzák Starkot Robert Oppenheimerről, aki depresszióba süllyedt „a világok elpusztítójaként” a Manhattan Project után.
Legalább annyira várta Terrence Howard, hogy a folytatásban Hadigéppé válhasson, mint amennyire megvágták jeleneteit az első részben. Howard elmondta, szívesen folytatná a képregény lassú kibontakozását, hogy Rhodes először Vasemberré válik ideiglenesen, mialatt Starkot hatalmába keríti az alkohol, tréfálkozva hozzátéve: „Nem akarom túl hamar bemutatni Hadigépet a saját anyagi káromra.”
Downey felbukkant A hihetetlen Hulkban is Vasemberként, Favreau pedig érdeklődést fejezte ki egy Bosszú Angyalai-film rendezésében is Downey-val.
A Marvel Studios a film sikerét követően bejelentette, hogy a Vasember 2. bemutatója 2010. április 30-án lesz, s az ezt követő évben a The Avengers is mozikba került. 2008 októberében a The Hollywood Reporter megírta, hogy Terrence Howard helyét Don Cheadle vette át a folytatásban. A lap szerint több ok, köztük Howard gázsijának kérdése is közrejátszott a színész távozásában.
A Vasember-trilógia illeszkedik a Marvel közreműködésével készített több más szuperhősfilmhez is (A hihetetlen Hulk, Amerika kapitány, Thor, valamint az e filmek szálait lazán összefonó Bosszúállók, ahol az említett hősök, néhány másikkal kiegészülve, egy csapattá kovácsolódnak össze, hogy megállítsák Lokit, A Föld ellen háborúzó idegen félistent, aki a film eredetijéül szolgáló a Bosszú Angyalai c. képregényben fontos ellenfél volt).
2013. május 3-án került mozikba a trilógia harmadik része, a Vasember 3.. A film abban is különbözik az eddigi két filmtől, hogy Shane Black lett a rendező, a korábbi rendező Jon Favreau pedig Stark sofőrjeként tűnt fel.